# امیدیو کاویجیولی
امیدیو کاویجیولی (به ایتالیایی: Emidio Cavigioli) بازیکن فوتبال و اهل ایتالیا است که از سال ۱۹۴۸ میلادی عضو تیم ملی فوتبال ایتالیا بوده و در ۲ بازی ملی حضور داشته‌است. او در بازی‌های ملی‌اش ۳ گل به ثمر رساند.
امیدیو کاویجیولی آخرین بازی ملی خود را در سال ۱۹۴۸ میلادی انجام داد.